# Comuna Simrishamn
Simrishamn (Simrishamns kommun) este o comună din comitatul Skåne län, Suedia, cu o populație de 18.951 locuitori (2013).

## Geografie

### Zone urbane
Lista celor mai mari zone urbane din comună (anul 2015) conform Biroului Central de Statistică al Suediei:
| Nr | Zona urbană | Pop.  |
| -- | ----------- | ----- |
| 1  | Simrishamn  | 6.779 |
| 2  | Gärsnäs     | 1.094 |
| 3  | Borrby      | 975   |
| 4  | Skillinge   | 975   |
| 5  | Kivik       | 895   |
| 6  | Hammenhög   | 879   |
| 7  | Sankt Olof  | 666   |
| 8  | Brantevik   | 380   |
| 9  | Vitaby      | 351   |
| 10 | Vik         | 327   |

## Demografie
| \| Evoluția demografică în comuna Simrishamn, 1970–2015 \| Evoluția demografică în comuna Simrishamn, 1970–2015 \| Evoluția demografică în comuna Simrishamn, 1970–2015 \| Evoluția demografică în comuna Simrishamn, 1970–2015 \| Evoluția demografică în comuna Simrishamn, 1970–2015 \| \| ----------------------------------------------------------------------------------------------------- \| ---------------------------------------------------- \| ---------------------------------------------------- \| ---------------------------------------------------- \| ---------------------------------------------------- \| \| An \| \| \| Locuitori \| \| \| 1970 \| 1970 \| \| 20361 \| 20361 \| \| 1975 \| 1975 \| \| 20103 \| 20103 \| \| 1980 \| 1980 \| \| 20303 \| 20303 \| \| 1985 \| 1985 \| \| 19887 \| 19887 \| \| 1990 \| 1990 \| \| 20088 \| 20088 \| \| 1995 \| 1995 \| \| 20259 \| 20259 \| \| 2000 \| 2000 \| \| 19303 \| 19303 \| \| 2005 \| 2005 \| \| 19425 \| 19425 \| \| 2010 \| 2010 \| \| 19297 \| 19297 \| \| 2015 \| 2015 \| \| 19065 \| 19065 \| \| Sursa: SCB - Statistika Centralbyrån, Folkmängd efter region, civilstånd, ålder och kön. År 1968–2016 \| \| \| \| \| |      |  |           |       |
| Evoluția demografică în comuna Simrishamn, 1970–2015 |      |  |           |       |
| An |      |  | Locuitori |       |
| 1970 | 1970 |  | 20361     | 20361 |
| 1975 | 1975 |  | 20103     | 20103 |
| 1980 | 1980 |  | 20303     | 20303 |
| 1985 | 1985 |  | 19887     | 19887 |
| 1990 | 1990 |  | 20088     | 20088 |
| 1995 | 1995 |  | 20259     | 20259 |
| 2000 | 2000 |  | 19303     | 19303 |
| 2005 | 2005 |  | 19425     | 19425 |
| 2010 | 2010 |  | 19297     | 19297 |
| 2015 | 2015 |  | 19065     | 19065 |
| Sursa: SCB - Statistika Centralbyrån, Folkmängd efter region, civilstånd, ålder och kön. År 1968–2016 |      |  |           |       |